# Debate de Leipzig

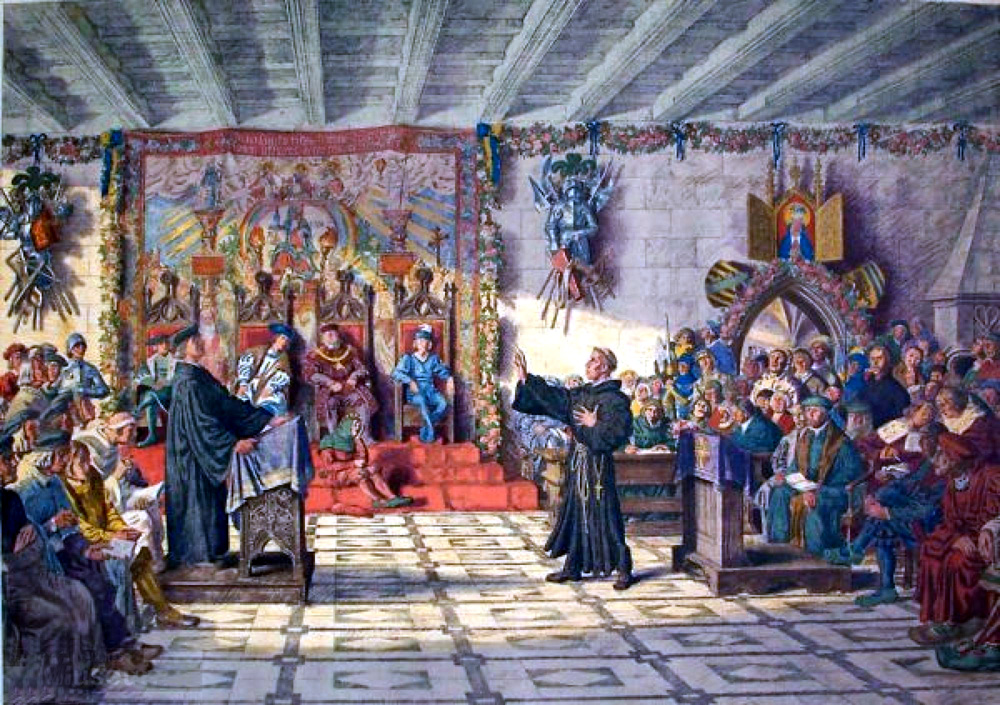
La disputa en el Pleißenburg en 1519. Grabado en litografía de Max Seliger (1865–1920)

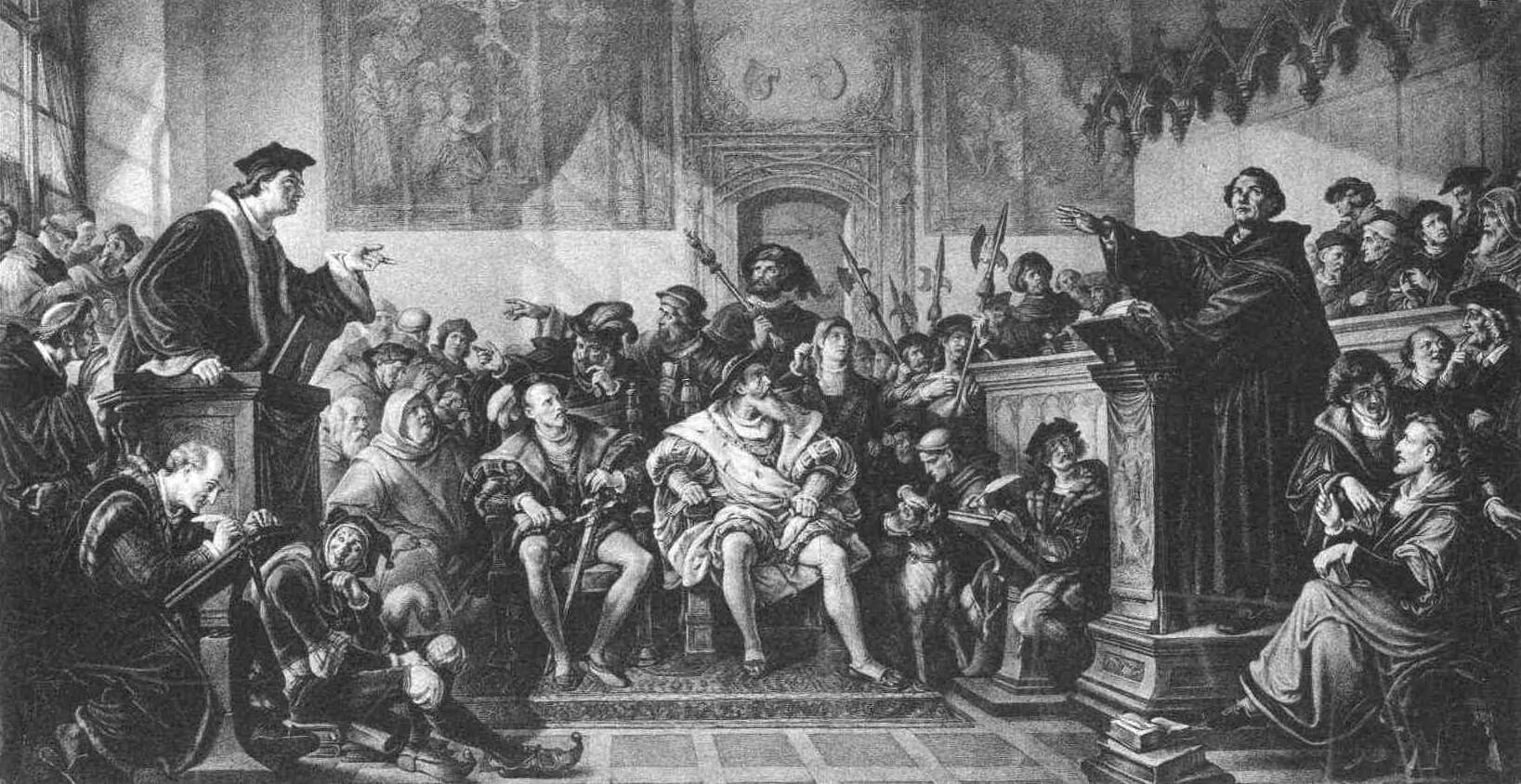
Debate de Leipzig entre Lutero y Eck. Grabado de Julius Hübner (1806–1882).

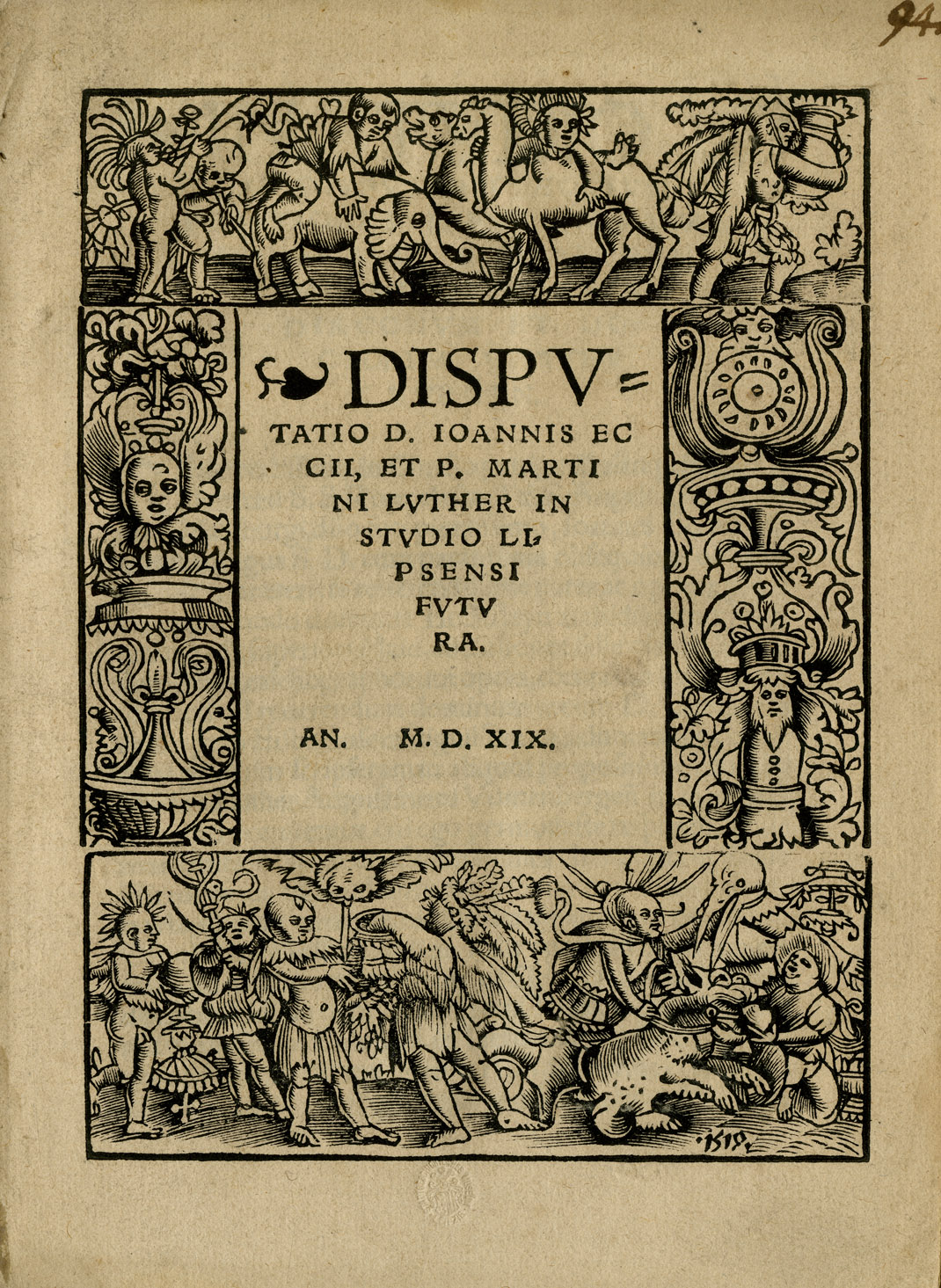
Portada de "Disputatio d. Iohannis Eccii, et p. Martini Luther in studio Lipsensi futura", Leipzig: Martin Landsberg, 1519. Ejemplar del Museo Stadtgeschichtliches de Leipzig, Sign.: I F 149a

El Debate de Leipzig (en alemán: Leipziger Disputation) fue una disputatio teológica ocurrida en Leipzig, Alemania, en junio y julio de 1519, entre Andreas Karlstadt, Martín Lutero, Felipe Melanchthon y Johann Eck. Eck, un defensor de la doctrina católica y fraile dominico muy respetado, había retado a Karlstadt, un teólogo, a un debate público sobre el libre albedrío y la gracia. El debate tuvo lugar en el palacio de Pleissenburg. Su propósito era discutir las enseñanzas de Lutero, quien en 1517 había iniciado la Reforma protestante con la publicación de sus 95 tesis. El debate fue dirigido en presencia de Jorge, duque de Sajonia, un oponente de Lutero. Eck, considerado el maestro de debates en Alemania, se refirió a los abusos del clero pero su trabajo se dedicaría a defender la doctrina católica y a combatir la herejía.
Eck invitó a Lutero a participar en el debate, y cuando Lutero llegó en julio, él y Eck extendieron los términos del debate para incluir temas como la existencia del purgatorio, la venta de indulgencias, la necesidad de la penitencia y sus métodos, y la legitimidad de la autoridad papal. Eck debatió con destreza las admisiones de herejía de Lutero para así no ser derrotado. Lutero declaró que la sola scriptura (solo la escritura) era la base de la creencia cristiana, que el papa no tenía poder y que no es mencionado en la Biblia. Asimismo condenó la venta de indulgencias a los laicos para reducir su tiempo en el purgatorio, así como la falta de mención del purgatorio en la Biblia.
Además, la posición de Lutero (también apoyada por Erasmo de Róterdam) sobre la quema de herejes fue posteriormente resumida como una de las posiciones (o errores) específicamente censuradas en la bula papal Exsurge Domine "Haereticos comburi est contra voluntatem Spiritus" (Es contrario al Espíritu quemar a los herejes).
El debate haría que el Papa León X censurara a Lutero. Le amenazó con excomulgarlo de la Iglesia católica, en junio de 1520, con la bula Exsurge Domine que le prohibía predicar y escribir. Esto causó oposición a la bula, especialmente en el noroeste de Alemania, donde abundaban los creyentes luteranos.
Un veredicto conjunto sobre el resultado del debate fue emitido por la Universidad de Erfurt y la Universidad de París, pero la facultad de teología de Erfurt se negó a hacerlo. La facultad en París dio un veredicto negativo sobre los escritos de Lutero en 1521, pero no hizo referencia directa al debate en Leipzig en sí.

## Participantes

Participantes de Wittenberg
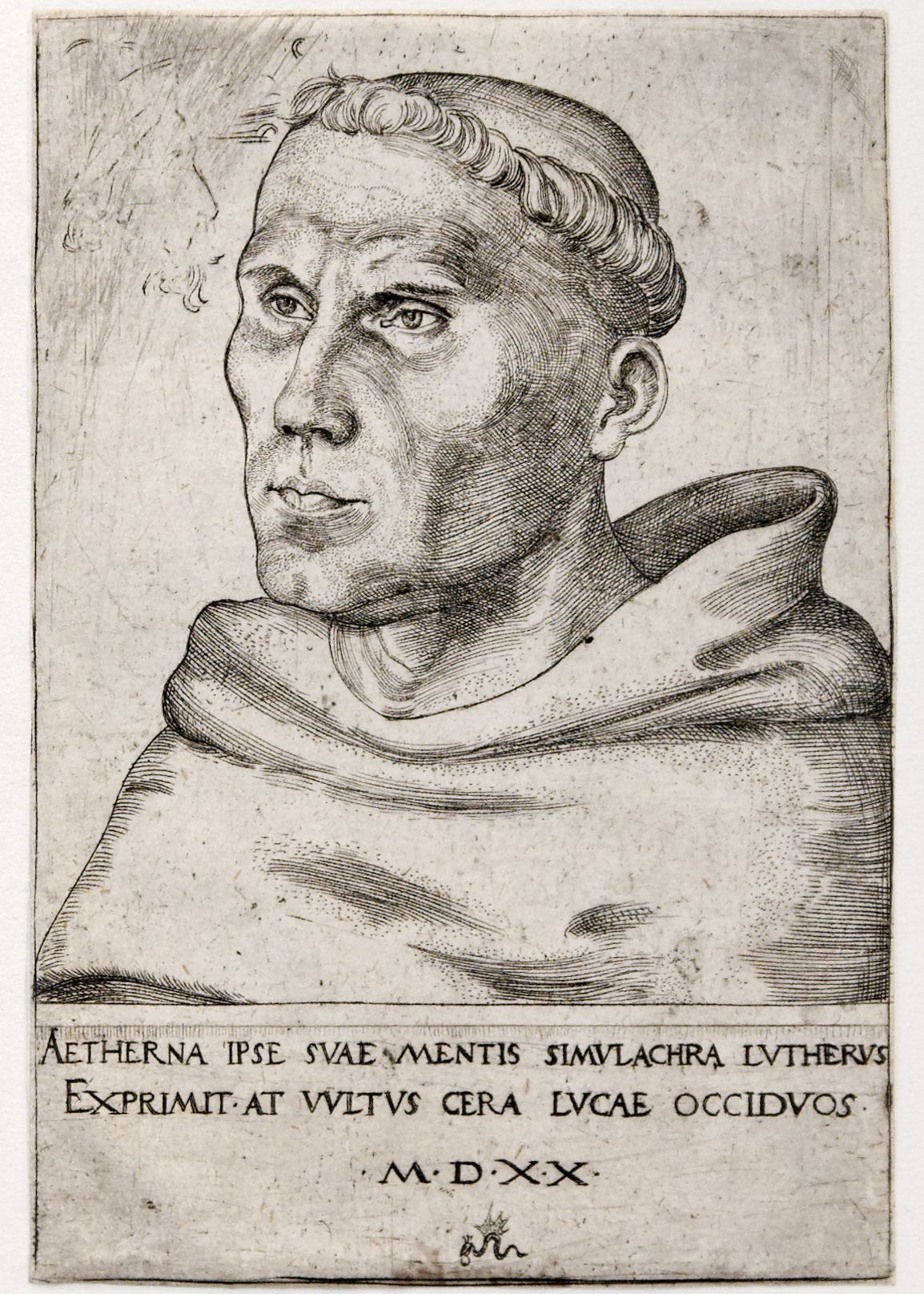
Martín Lutero
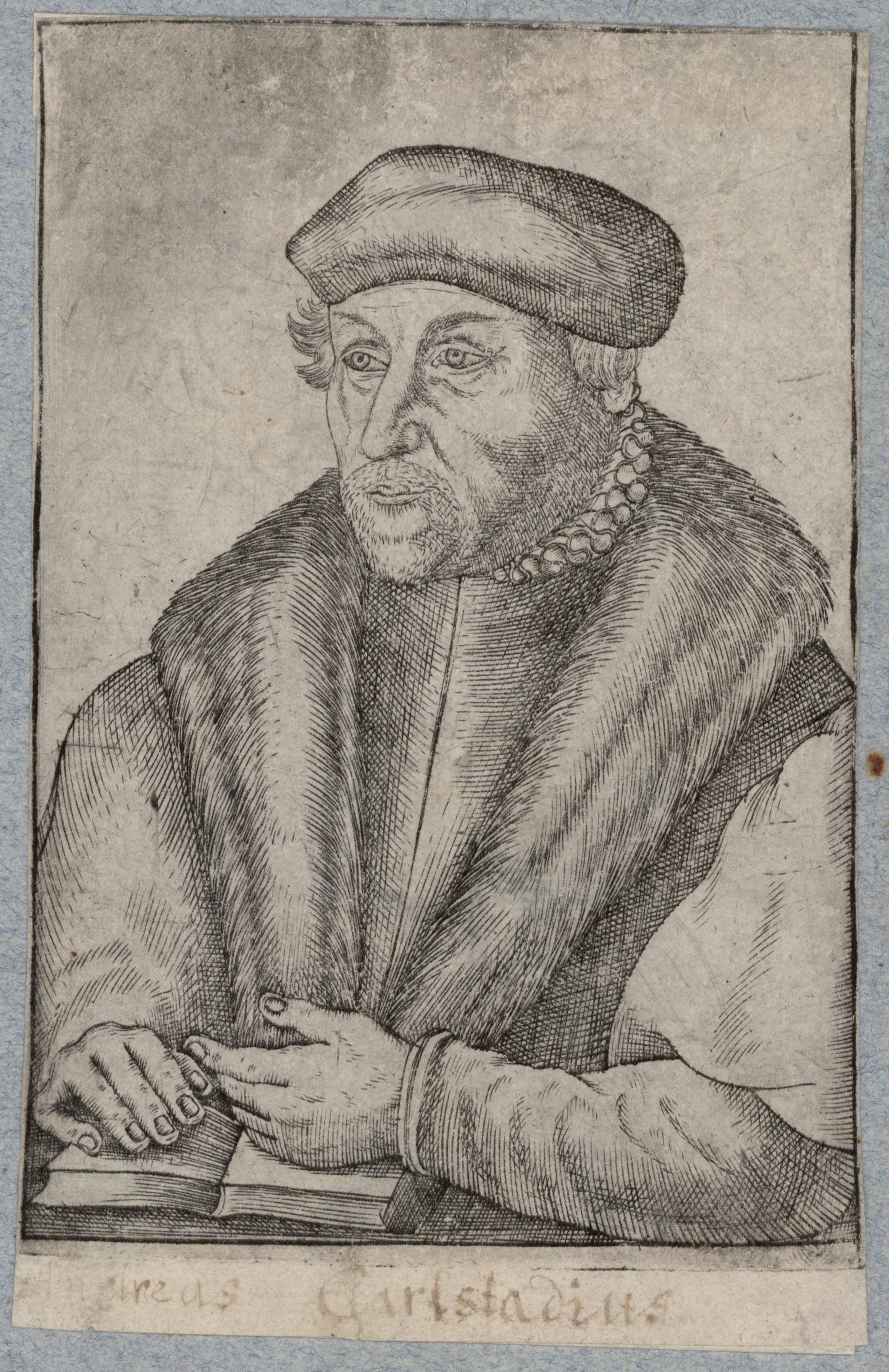
Andreas Karlstadt
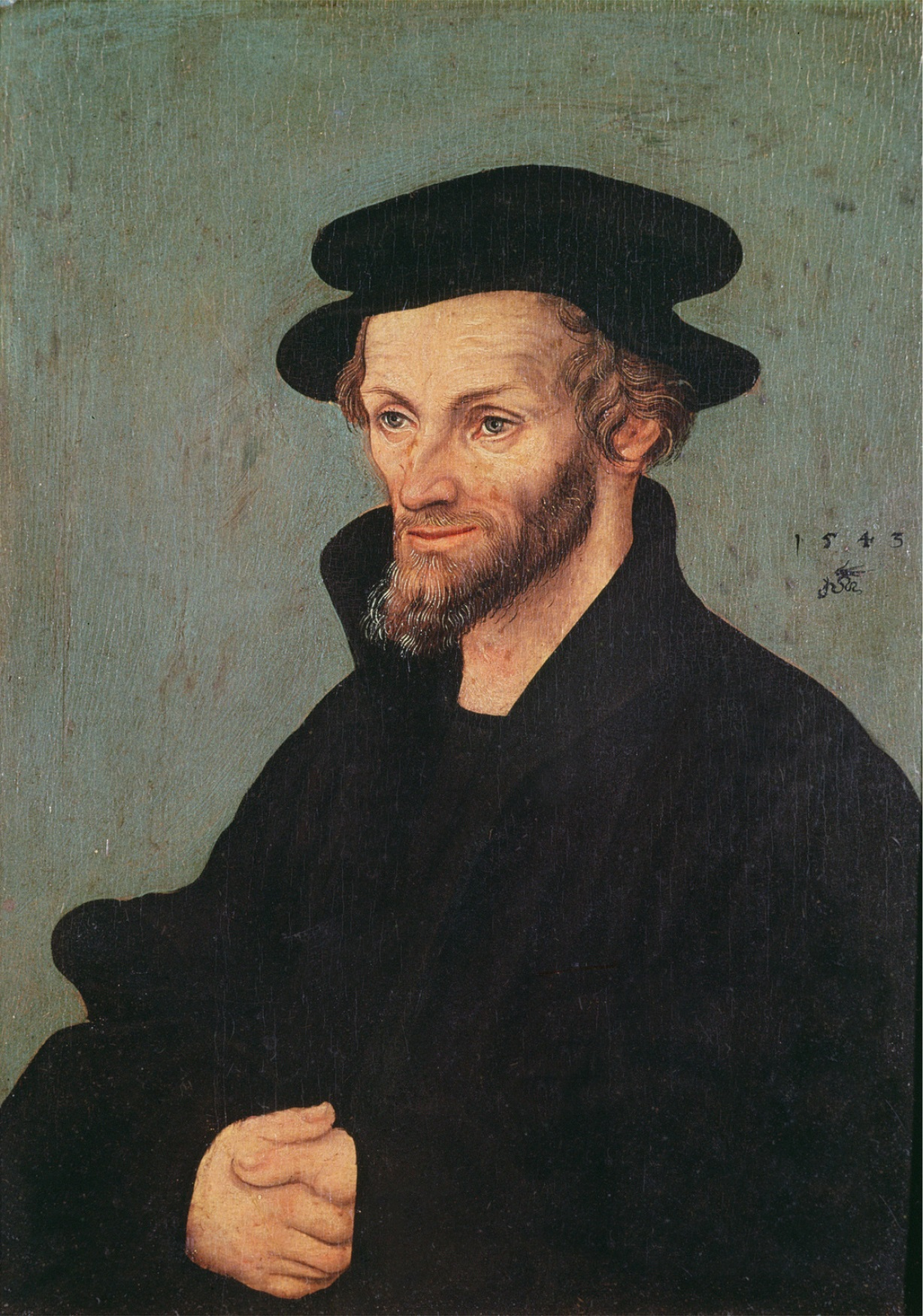
Felipe Melanchthon
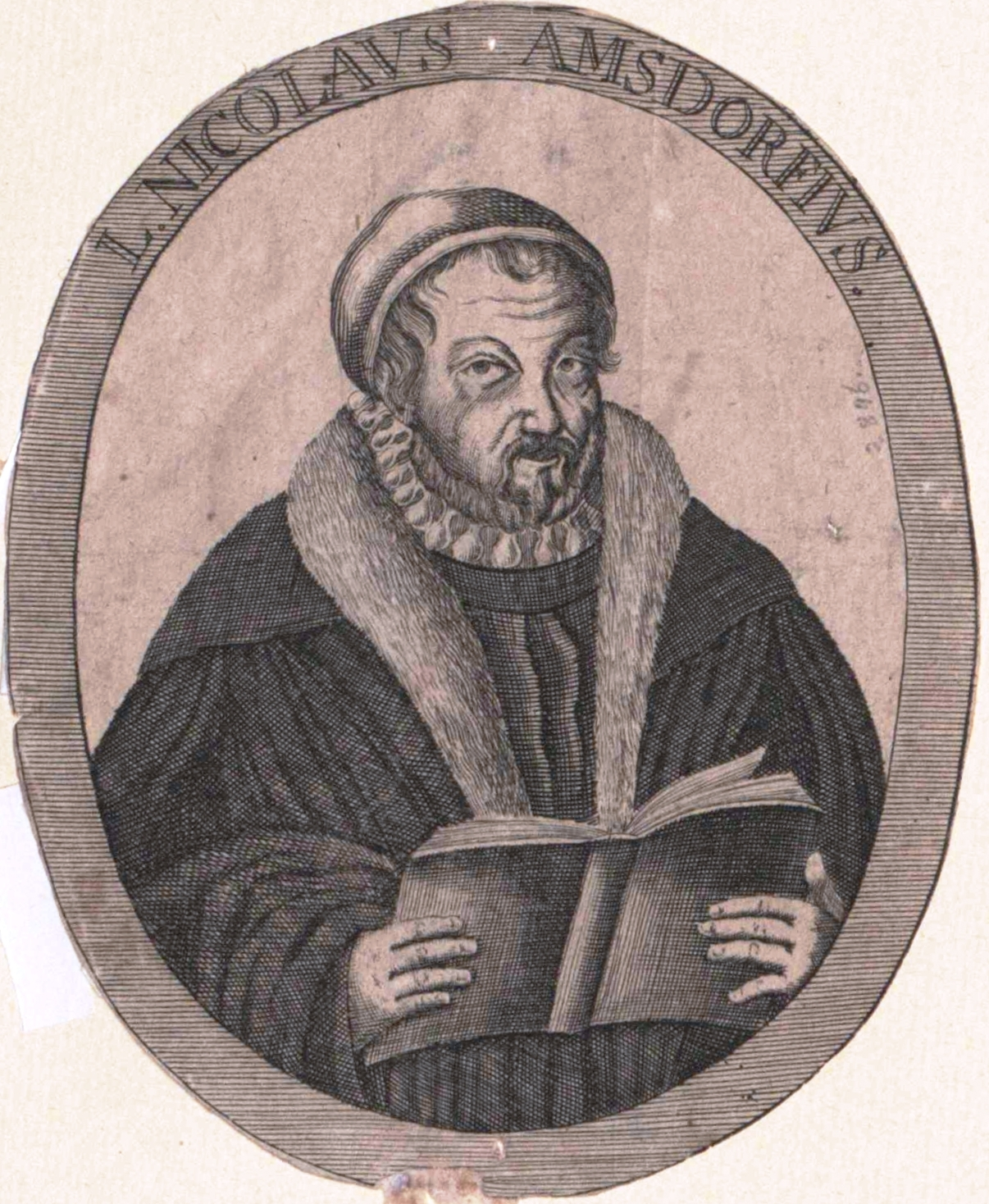
Nikolaus von Amsdorf

Participante de Ingolstadt
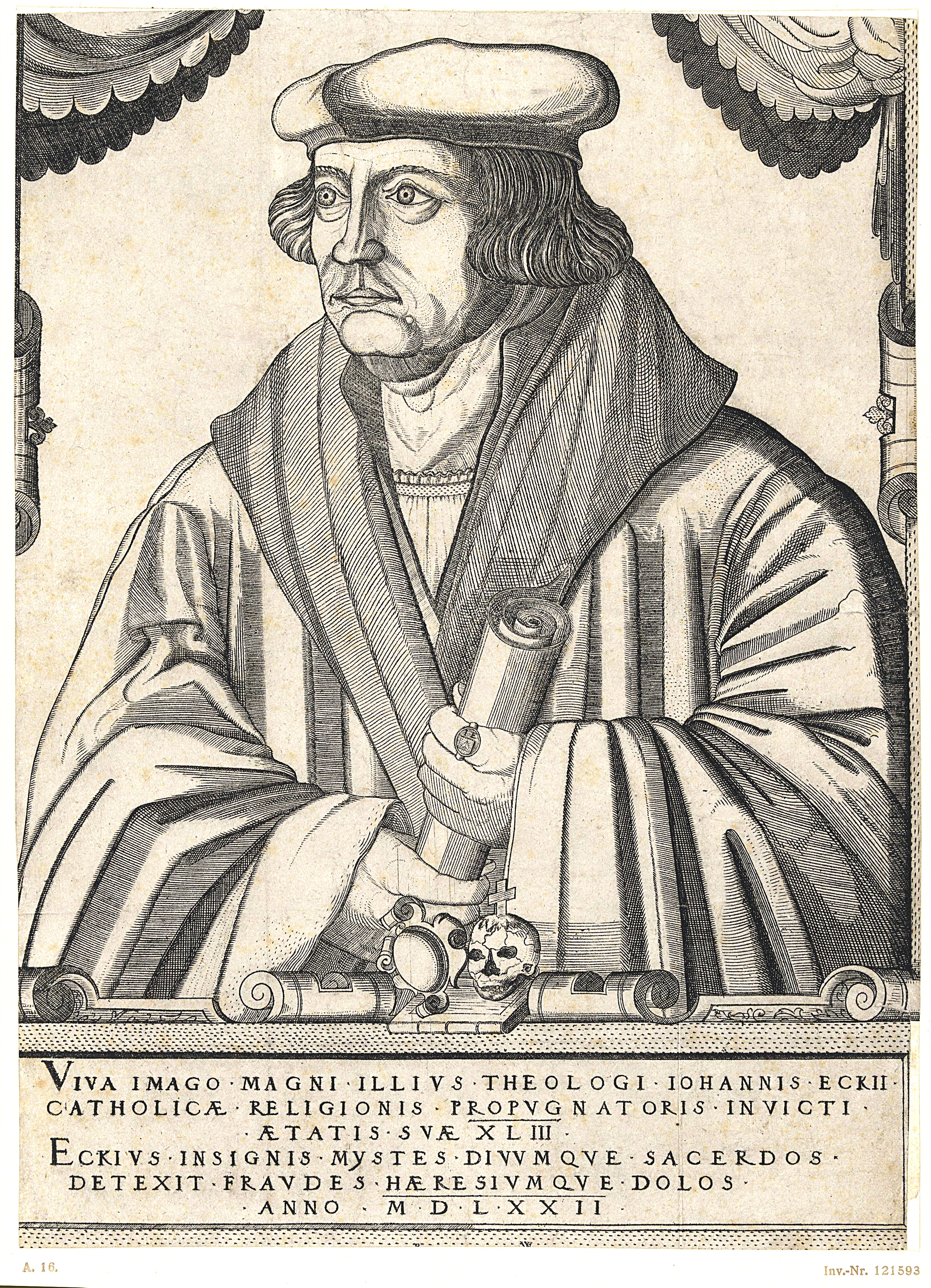
Johann Eck